# Metapenaeus elegans
Metapenaeus elegans är en kräftdjursart som beskrevs av De Man 1907. Metapenaeus elegans ingår i släktet Metapenaeus och familjen Penaeidae. Inga underarter finns listade i Catalogue of Life.